# Sur la terre des dinosaures
Cet article concerne la série documentaire. Pour l'article sur le film, voir Sur la terre des dinosaures (film).
Sur la terre des dinosaures (Walking with Dinosaurs) est une émission de télévision documentaire britannique en six épisodes dirigée par Tim Haines et partiellement réalisée en images de synthèse, diffusée du 4 octobre au 8 novembre 1999 sur la BBC.
Elle décrit l'histoire des dinosaures et autres créatures de l'ère mésozoïque, de leur apparition jusqu'à la grande crise d'extinctions qui frappa la Terre à la fin de cette ère, il y a 65 millions d'années. Dans la version originale en anglais, la narration de chaque épisode a été assurée par Kenneth Branagh. Dans la version française, le narrateur est André Dussollier.
La série a immédiatement reçu de très bonnes critiques à sa sortie, la jugeant comme le meilleur documentaire sur la paléontologie, bien que certaines critiques scientifiques ont été formulées sur le fait que la narration ne précisait pas clairement ce qui est spéculatif et ce qui ne l'est pas, et sur une poignée d'erreurs scientifiques décelées.
Le 4 juin 2024, soit 25 ans après la diffusion de la série, une nouvelle série de six épisodes est annoncée par la BBC pour 2025. Elle est disponible le 25 mai 2025 au Royaume-Uni, et le 16 juin 2025 aux États-Unis.

## Développement
Le succès de ce documentaire a représenté pour la BBC le début de la production de tout un ensemble d'autres séries spécialisées sur la préhistoire (les séries Sur la terre de...) et aussi des émissions et séries spéciales (ou specials, selon le terme en anglais) dérivées de celles-ci. Les principales séries de la collection Sur la terre de… ont été Sur la terre des dinosaures (1999), Sur la terre des monstres disparus (2001), Sur la terre de nos ancêtres (2003) et Sur la terre des géants (2005). En 2001 il y eut une émission spéciale dérivée de Sur la terre des dinosaures (L'Incroyable Aventure de Big Al) et plus tard deux séries dérivées : Sur la trace des dinosaures (2002) et Les Monstres du fond des mers (2003).

## Épisodes
| N° | Titre                                           | Réalisation                     | Première diffusion (BBC) |
| --- | ----------------------------------------------- | ------------------------------- | ------------------------ |
| 1 | Une nouvelle dynastie New Blood                 | Tim Haines (en) et Jasper James | 4 octobre 1999           |
| -220 millions d'années – Trias supérieur – Arizona (tourné en Nouvelle-Calédonie) La Terre du Trias voit cohabiter divers groupes de reptiles, qui s'affrontent pour la suprématie dans un climat tropical sec, avec de fortes alternances entre saisons. Les premières espèces de dinosaures sont souvent petites, comme le Coelophysis, un prédateur agile, mais frêle, qui se nourrit de petits animaux et de charognes, parfois de grands animaux blessés ou malades. Ils cohabitent avec d'autres espèces de reptiles plus puissantes, comme le Placerias végétarien, et le terrible carnivore Postosuchus apparenté aux crocodiles. D'autres sont plus discrètes, tels les premiers ptérosaures, qui entreprennent la conquête des airs, et le Thrinaxodon, un reptile mammalien fouisseur, annonciateur des premiers mammifères. Ces animaux se livrent une rude concurrence entre eux et contre les éléments. Pendant une longue période de sécheresse, les Coelophysis mettent à profit la diversité de leur régime alimentaire en dévorant, entre autres, un jeune Thrinaxodon, une femelle Postosuchus blessée et jusque leurs propres petits. Finalement, la sècheresse aura raison des Placerias et des Postosuchus ; les Thrinaxodons et les Coelophysis survivront, mais les premiers resteront dans l'ombre des seconds. À la fin de l'épisode, l'arrivée d'un troupeau de Platéosaures dans le domaine des survivants annonce le début du règne des dinosaures, pour 160 millions d'années. Espèces apparaissant dans l'épisode : - Coelophysis - Plateosaurus - Postosuchus - Placerias - Peteinosaurus - Thrinaxodon (appelé Cynodont) - Arganodus (joué par des Dipneustes) - Des animaux de la faune contemporaine sont aussi filmés : Libellules. |                                                 |                                 |                          |
| 2 | L'Ère des géants Time of the Titans             | Tim Haines et Jasper James      | 11 octobre 1999          |
| -152 millions d'années – Jurassique supérieur – Colorado (tourné en Californie, au Chili, en Tasmanie et en Nouvelle-Zélande) Le climat de la Terre est à présent chaud et humide, la forêt (composée de conifères pour l'essentiel) alterne avec des savanes, parcourues par de gigantesques dinosaures sauropodes, dont le Brachiosaure et le Diplodocus. Ceux-ci arpentent les paysages ouverts, et modèlent l'environnement en mangeant les branches des plus hauts arbres (à la façon des éléphants actuels). Mais leur comportement nomade les empêche d'élever leurs petits et même de couver leurs œufs, aussi pondent-ils dans la terre, en lisière de forêt, comme la femelle que l'on voit à l'œuvre au début de l'épisode. À l'éclosion, les jeunes sont minuscules comparés aux adultes (quelques kilogrammes) et vulnérables à tous les prédateurs, comme le petit carnivore Ornitholestes. C'est pourquoi ils se réfugient au cœur de la végétation du sous-bois. Dans leurs premières années d'existence, ils grandissent rapidement mais continuent à être menacés par de plus grands prédateurs (l'Allosaure étant le plus puissant d'entre eux), certains dinosaures végétariens mais lourdement armés (comme le Stégosaure, typique de l'époque), et des catastrophes naturelles comme les feux de forêt. Ils n'échapperont à ces périls que lorsqu'ils sont suffisamment grands pour rejoindre les troupeaux d'adultes dans les plaines. Espèces apparaissant dans l'épisode : - Diplodocus - Brachiosaurus - Stegosaurus - Allosaurus - Ornitholestes - Dryosaurus - Othnielia - Anurognathus - Des animaux actuels sont aussi filmés : des demoiselles et des bousiers. |                                                 |                                 |                          |
| 3 | Mers cruelles A Cruel Sea                       | Tim Haines et Jasper James      | 18 octobre 1999          |
| -149 millions d'années – Jurassique supérieur – Angleterre (tourné aux Bahamas et en Nouvelle-Calédonie) L'actuel continent européen est à l'époque un archipel au climat tropical bordé de récifs coralliens. Si les dinosaures règnent sur la terre ferme, d'autres reptiles les remplacent en mer. D'allures très diverses, certains sont merveilleusement adaptés à la vie marine, comme l' Ophthalmosaurus, ichtyosaurien à l'aspect de dauphin, d'autres sont de terribles super-prédateurs, comme le Liopleurodon, dont le poids est présenté comme atteignant 150 tonnes (estimation controversée, voir)! L'épisode retrace la vie de jeunes Ophthalmosaurus, à partir de leur mise bas ; celle-ci est très périlleuse, car les mères sont alors très vulnérables aux prédateurs (l'une d'elles est dévorée par le vieux Liopleurodon mâle). Les jeunes, qui sont de très petite taille, se réfugient dans les récifs pour échapper aux prédateurs, requins, reptiles et jusqu'aux adultes de leur propre espèce. Plus tard, une tempête tropicale s'abat sur le Jurassique. Celle-ci aura eu raison de quelques Rhamphorhynchus, ainsi que du vieux Liopleurodon qui, ayant échoué sur une plage et mourant en suffoquant sous son propre poids, sera dévoré par des dinosaures carnivores Eustreptospondylus. L'épisode s'achève avec le départ pour la haute mer des jeunes Ophthalmosaurus survivants. Espèces apparaissant dans l'épisode : - Ophthalmosaurus - Liopleurodon - Cryptoclidus - Eustreptospondylus - Rhamphorhynchus - Hybodus - Perisphinctes (appeller "Ammonite") - Leptolepis (joué par des harengs) - Mesolimulus (joué par des limules) - Des animaux actuels sont aussi filmés : méduses, scolytes, calmar, poissons et une carapace de tortue marine. |                                                 |                                 |                          |
| 4 | Les Maîtres du ciel Giant of the Skies          | Tim Haines et Jasper James      | 25 octobre 1999          |
| -127 millions d'années – Crétacé inférieur – Brésil, Amérique du Nord et Europe (tourné en Nouvelle-Zélande et Tasmanie) Cet épisode retrace le périple d'un vieux mâle Ornithocheirus, ptérosaure géant de 12 mètres d'envergure, depuis les côtes de l'actuel Brésil jusqu'à l'Europe, au-dessus de l'Océan Atlantique en formation. Il rencontrera au fil de son voyage la faune de trois continents. D'abord les autres espèces de ptérosaures, comme le Tapejara du Brésil et d'autres, vis-à-vis desquelles il est montré comme ayant un comportement parasite (à la manière des Labbes de notre époque). Il rencontrera aussi de nombreux dinosaures ; plusieurs espèces (Iguanodon, Polacanthus ) sont également présentes en Amérique du Nord et en Europe. Sur ce dernier continent, il assistera à la mort et au dépeçage d'un Iguanodon par des Utahraptors. Il sera ensuite attaqué par une volée d'oiseaux, qui apprécient peu son intrusion dans le lieu où ils ont construit leurs nids ; ces êtres, encore de bien petite taille, seront les futurs maîtres des airs. À son arrivée sur le site de reproduction en Espagne, une mauvaise surprise l'attend : d'autres mâles plus jeunes ont investi son territoire de parade, et il est relégué en marge, là où il ne peut attirer aucune femelle. Épuisé par la chaleur et la faim, il se laisse mourir sur la plage 3 jours plus tard, sa dépouille étant dévorée par un jeune de sa propre espèce. Espèces apparaissant dans l'épisode : - Ornithocheirus - Tapejara - Dakotadon (appelé Iguanodon) - Iguanodon Anglicus - Polacanthus - Gastonia (appelé Polacanthus) - Utahraptor - Iberomesornis - Plesiopleurodon - Caulkicephalus (appelé Ptérosaure) - Saurophtirus (joué par un acarien) - des animaux actuels sont aussi filmés : une guêpe et un poisson. |                                                 |                                 |                          |
| 5 | Les Lutins des glaces Spirits of the Ice Forest | Tim Haines et Jasper James      | 1er novembre 1999        |
| -106 millions d'années – Crétacé moyen – Antarctique (tourné en Nouvelle-Zélande) Près du pôle Sud, l'Antarctique a aussi ses propres dinosaures. Mais le climat tempéré froid, avec de longs hivers enneigés, et plus encore une nuit polaire longue de plusieurs mois, n'autorise que la présence d'espèces adaptées. Certains animaux migrent vers les terres de l'Australie et de l'Amérique du Sud (à l'époque reliées à l'Antarctique) pendant la mauvaise saison. D'autres restent toute l'année, passant l'hiver à l'état léthargique ou même actif. Parmi eux, l'on trouve des représentants de lignées archaïques en voie d'extinction, évincées des terres plus chaudes par d'autres espèces, et qui ont trouvé un ultime refuge dans ces régions reculées. D'autres espèces sont plus dynamiques et se sont spécifiquement adaptées à la vie dans les pôles. Les petits, rapides et intelligents Leaellynasaura sont de ceux-ci ; l'épisode suit la vie d'un groupe familial de cette espèce, tout au long d'une année. L'été est la saison faste : les Leaellynasaura trouvent une abondante nourriture et peuvent élever leurs petits, même s'ils rencontrent de nombreux prédateurs. Malheureusement, l'été fut aussi une saison tragique pour les Laellynasaura : seuls deux petits ont survécu et la femelle dominante du clan fut tuée et dévorée par un Australovenator. En hiver, le froid et la rareté de la nourriture disponible n'empêche pas leur activité : des yeux surdimensionnés leur permettent une vision nocturne. Mais plus tard, un nouveau couple de dominants se forme et les Laellynasaura reprennent leur quotidien. Espèces apparaissant dans l'épisode : - Leaellynasaura - Muttaburrasaurus - Koolasuchus - Australovenator (appelé "Allosaure polaire") - Steropodon (joué par un coati) - Mythunga (appelé Ptérosaure) - Opisthias (joué par un tuatara) - Des animaux de la faune contemporaine apparaissent aussi dans l'épisode : Insectes (weta et moustique). |                                                 |                                 |                          |
| 6 | Mort d'une dynastie Death of a Dynasty          | Tim Haines et Jasper James      | 8 novembre 1999          |
| -65,5 millions d'années – Crétacé supérieur – Montana, États-Unis (tourné au Chili et en Nouvelle-Zélande) Les dinosaures règnent encore sur Terre ; leur peuple est dominé par les Tyrannosaures, qui prélèvent leur tribut sur les espèces végétariennes, Hadrosaures ou Cératopsiens. Mais l'environnement change autour d'eux : dans les forêts, les conifères sont peu à peu remplacés par les plantes à fleurs, qui nouent des relations de symbiose avec les insectes pollinisateurs ; on voit apparaître de nouvelles espèces d'oiseaux et même de reptiles (comme les serpents). Les mammifères sont toujours de petite taille ; parmi ceux-ci, le Didelphodon est un marsupial opportuniste, de la taille d'un petit chien, qui pille fréquemment les couvées de dinosaures, même des plus féroces espèces. Et surtout, une intense activité volcanique projette des cendres et gaz toxiques, qui affectent l'ensemble des êtres vivants ; les dinosaures en souffrent particulièrement, du fait de la raréfaction de la nourriture, et de l'empoisonnement par les gaz (qui touche largement les œufs). Après s'être accouplée avec un mâle et avoir eu des petits, la femelle Tyrannosaure se fera, malheureusement, tuer par un dinosaure bien équipé défensivement appelé Ankylosaurus. Enfin, des météorites traversent l'orbite de la Terre ; l'une d'entre elles, aux dimensions gigantesques (15 kilomètres de diamètre) s'y écrase (creusant le cratère de Chicxulub au Mexique). L'impact est immédiat et particulièrement destructeur : les dinosaures et plusieurs autres groupes d'animaux sont définitivement balayés de la surface de la planète. Le règne des mammifères est imminent. Pourtant, aussi étonnant que cela puisse paraître, les dinosaures ont laissé une descendance, omniprésente d'un bout à l'autre de la planète et dont personne il y a 50 ans ne soupçonnait l'origine : il s'agit des oiseaux, dont plus de 10 000 espèces sont connues à ce jour. Espèces apparaissant dans l'épisode : - Tyrannosaurus rex - Dromaeosaurus - Torosaurus - Ankylosaurus - Thescelosaurus - Quetzalcoatlus - Thoracosaurus - Didelphodon - Edmontosaurus annectens (appelé Anatotitan) - Triceratops (montré mort) - Nanotyrannus (montré mort) - Purgatorius (montré mort) - des animaux de la faune actuelle sont aussi filmés : un papillon, un boa constricteur, des éléphant de savane d'Afrique, une lionne, des buffles, des pique-bœufs et des oie des neiges sauvages. |                                                 |                                 |                          |

## Précision scientifique
Sur la terre des dinosaures possède plusieurs inexactitudes scientifiques tout au long de chaque épisode. Cela s'explique en partie par l'âge de la série, de nombreuses découvertes scientifiques ayant été faites depuis. La plupart des inexactitudes sont principalement attribuées à la compréhension scientifique de l'époque à la fin des années 1990, qui disposait souvent de quantités limitées d'informations dans le domaine paléontologique au cours de cette période. Cependant, certaines des inexactitudes tout au long du documentaire étaient dues à la narration, à l'exagération ou à des spéculations parfois incorrectes, telles que la taille de quelques créatures et les emplacements mal placés de certains des dinosaures, notamment Utahraptor est décrit comme ayant une répartition européenne malgré son homonyme.

### Comportement
Michael J. Benton, consultant pour la réalisation de la série et professeur de paléontologie des vertébrés à l'Université de Bristol, note qu'un groupe de critiques a joyeusement souligné que les oiseaux et les crocodiles, les plus proches parents vivants des dinosaures, n'urinent pas ; ils libèrent des déchets chimiques sous forme d'acide urique plus solide. Dans le premier épisode de Sur la terre des dinosaures, un mâle Postosuchus urine abondamment pour marquer le territoire d'une femelle comme le sien après qu'elle en a été chassée. Cependant, Benton note que personne ne peut prouver qu'il s'agissait d'une véritable erreur : la miction abondante est l'état primitif des tétrapodes (observés chez les poissons, les amphibiens, les tortues et les mammifères), et peut-être que les archosaures basaux ont fait de même. Il pense que de nombreuses autres allégations d'« erreurs » identifiées au cours des premières semaines se sont évanouies, car les critiques avaient trouvé des points sur lesquels ils n'étaient pas d'accord, mais ils n'ont pas pu prouver que leurs opinions étaient correctes.

### Anatomie
Ornitholestes, un dinosaure théropode du Jurassique supérieur, est représenté avec une petite crête au sommet de sa tête. Cependant, des études ultérieures ont conclu qu'il n'avait très probablement pas une telle crête et que l'idée fausse qu'il en avait était le résultat de fractures des os du nez dans l'holotype.

### Taille
Ornithocheirus est représenté comme beaucoup plus grand qu'il ne l'était en réalité. Dans le livre basé sur la série, il a été affirmé que plusieurs gros fragments d'os de la formation de Romualdo au Brésil indiquent peut-être qu'Ornithocheirus aurait pu avoir une envergure atteignant près de 12 mètres et un poids d'une centaine de kilogrammes, ce qui en fait l'un des plus grands ptérosaures connus. Cependant, ces spécimens n'ont pas été formellement décrits. Les plus grands spécimens connus d'Ornithocheirus mesurent 6 mètres d'envergure. Les spécimens que les producteurs du programme ont utilisés pour justifier une telle estimation de taille ne sont actuellement pas décrits et sont étudiés par Dave Martill et David Unwin. Unwin a déclaré qu'il ne croyait pas que cette estimation la plus élevée soit probable et que les producteurs avaient probablement choisi l'estimation la plus élevée possible parce qu'elle était plus « spectaculaire ». Cependant, aucun autre ptérosaure du Crétacé précoce n'a atteint sa taille. De même, le Liopleurodon est représenté comme mesurant 25 m de long dans la série, alors que la taille adulte connue pour avoir été atteinte par le Liopleurodon est d'environ 7 m. Ceci était également basé sur des restes très fragmentaires dont la mesure de 20 mètres donnée a été considérée comme douteuse, et il est peu probable que ces restes appartiennent même à Liopleurodon.

### Lieu
Quelques-uns des dinosaures de la série, notamment l'Utahraptor, ont été mal placés sur le continent européen. Le raisonnement était dû à des spéculations à l'époque suggérant qu'en raison des dinosaures similaires sur le continent européen dans Les Maîtres du ciel et en Amérique du Nord, il a été suggéré que l'Utahraptor devrait également remplir le rôle manquant.
Il en est de même pour Plateosaurus, qui fait une apparition à la fin du premier épisode censé se dérouler sur le site de Ghost Ranch au Nouveau-Mexique, alors que l'herbivore a en réalité uniquement vécu sur le continent européen.

## Diffusion internationale
| Pays         | Chaîne                                                                          |
| ------------ | ------------------------------------------------------------------------------- |
| Royaume-Uni  | BBC                                                                             |
| États-Unis   | Discovery Channel                                                               |
| Suède        | SVT                                                                             |
| Danemark     | Kanal 5 (da)                                                                    |
| Finlande     | Yle TV2                                                                         |
| Japon        | TV Asahi                                                                        |
| France       | France 3 et TF1 Émission Spéciale en décembre 2000 présentée par Flavie Flament |
| Allemagne    | ProSieben                                                                       |
| Italie       | Rai Gulp                                                                        |
| Australie    | ABC                                                                             |
| Tchéquie     | ČT1                                                                             |
| Slovaquie    | STV1 / Jednotka                                                                 |
| Philippines  | ABC 5 / TV 5                                                                    |
| Portugal     | SIC                                                                             |
| Corée du Sud | KBS                                                                             |
| Belgique     | RTBF et RTL-TVI Émission Spéciale en décembre 2000 présentée par Nancy Sinatra  |

## Sur la terre des dinosaures (2025)
Une nouvelle série de six épisodes sort en 2025. Elle est co-produite par la BBC et PBS, en partenariat avec ZDF et France Télévisions. Elle est disponible le 25 mai 2025 au Royaume-Uni, et le 16 juin 2025 aux États-Unis.